# Toast Pelle Janzon

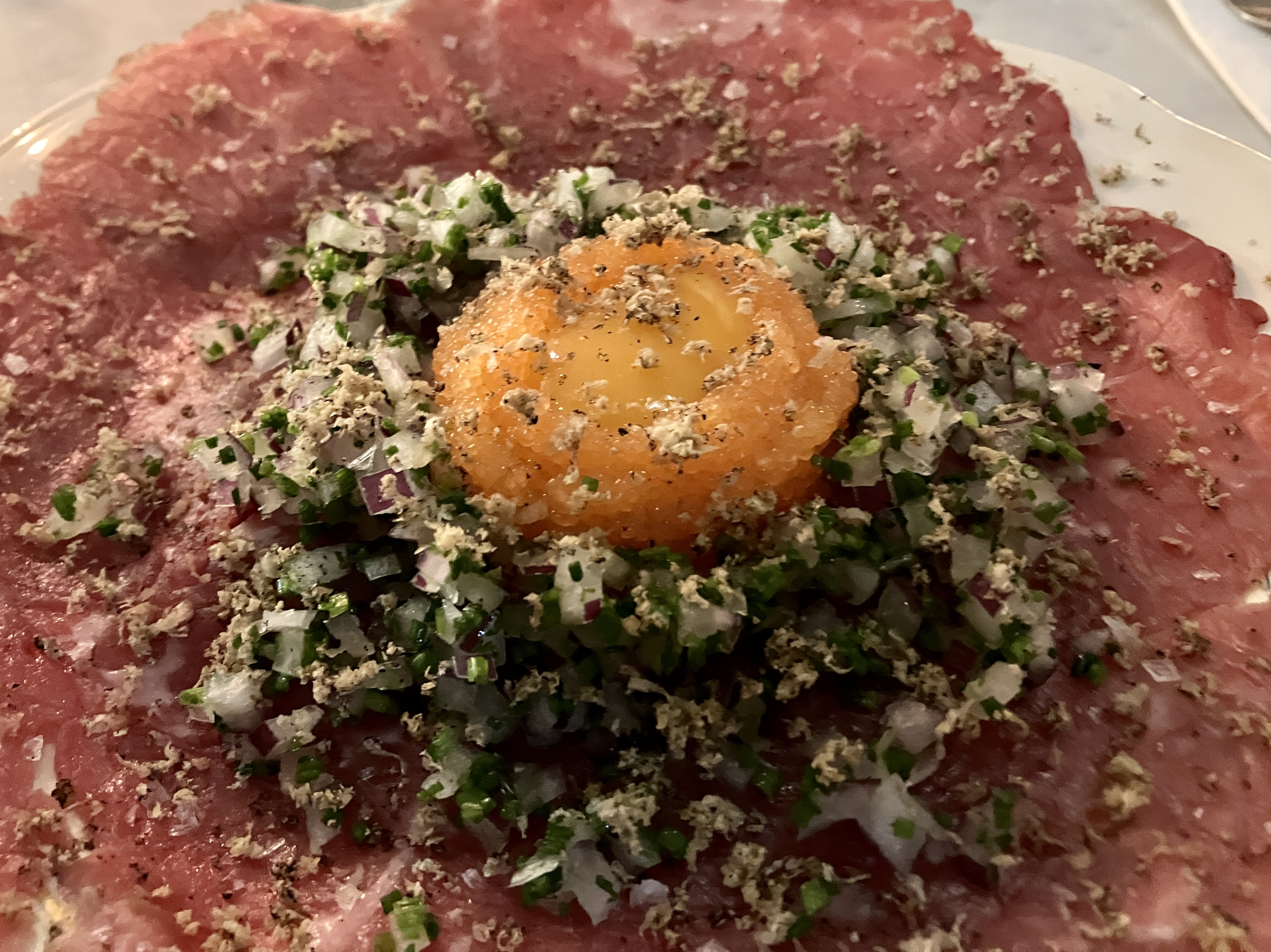
Toast Pelle Janzon.

Toast Pelle Janzon är en typ av smörgås innehållande tunn oxfilé, rå äggula, löjrom och rödlök. Namnet tillskrivs operasångaren Per Janzon i Stockholm.

## Källhänvisningar
1. ↑  https://sok.riksarkivet.se/sbl/Presentation.aspx?id=12056&forceOrdinarySite=true